# Федеральний резервний банк Ричмонда
37°32′08″ пн. ш. 77°26′26″ зх. д. / 37.535639° пн. ш. 77.440645° зх. д.

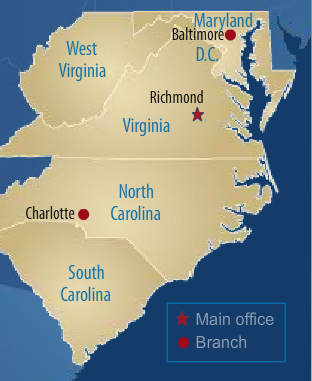
Мапа П'ятого округу.

Федеральний резервний банк Ричмонда (англ. Federal Reserve Bank of Richmond) — один з дванадцяти федеральних резервних банків США, що разом утворюють Федеральну резервну систему. Штаб-квартира у Ричмонді, штат Вірджинія. Відповідає за п'ятий округ ФРС, до якого входять Округ Колумбія, Меріленд, Вірджинія, Північна Кароліна, Південна Кароліна, і більша частина Західної Вірджинії (за винятком the Northern Panhandle).
Філії розташовані в Балтиморі (штат Меріленд) і Шарлотті (штат Північна Кароліна). В цей час президентом є Джеффрі Лекер. Колишній президент, Альфред Броадас, вийшов у відставку в 2004.

## Будівля банку
Федеральний резервний банк Ричмонда має алюмінієвий фасад і є одним з найвищих будівель в США. 49% від загальної площі будівлі знаходиться під землею. Федеральний резервний банк Ричмонда був розроблений Мінору Ямасакі, який також створив вежі-близнюки Всесвітнього торгового центру. Будівля була здана в експлуатацію у 1975.

## Чинний склад ради директорів
Наступні особи займають місце в раді директорів з 2011:
 Усі терміни повноважень спливають 31 грудня.

### Class A
| Ім'я                                       | Посада                                                                                 | Термін повноважень спливає |
| ------------------------------------------ | -------------------------------------------------------------------------------------- | -------------------------- |
| Річард Морган (Richard J. Morgan)          | Президент і головний виконавчий директор CommerceFirst Bank Аннаполіс (Меріленд)       | 2012                       |
| Алан Бріль (Alan L. Brill)                 | Президент і головний виконавчий директор Capon Valley Bank Wardensville, West Virginia | 2013                       |
| Едвард Вілінгам (Edward L. Willingham, IV) | Президент First Citizen BancShares, Inc. and First Citizens Bank Ралі (місто)          | 2014                       |

### Class B
| Ім'я                                  | Посада                                                                                            | Термін повноважень спливає |
| ------------------------------------- | ------------------------------------------------------------------------------------------------- | -------------------------- |
| Вілбург Джонсон (Wilbur E. Johnson)   | Керуючий партнер Young Clement Rivers, LLP Чарлстон (Південна Кароліна)                           | 2012                       |
| Патрік Ґрені (Patrick C. Graney, III) | Maxum East Regional President Maxum Petroleum Belle, West Virginia                                | 2013                       |
| Маршал Ларсен (Marshall O. Larsen)    | Голова, президент і головний виконавчий директор Goodrich Corporation Шарлотт (Північна Кароліна) | 2014                       |

### Class C
| Ім'я                                              | Посада | Термін повноважень спливає |
| ------------------------------------------------- | --- | -------------------------- |
| Расел Лінднер (Russell C. Lindner)                | Голова і головний виконавчий директор The Forge Company Вашингтон                                         | 2012                       |
| Маргарет МакДірмід (Margaret E. McDermid) (Chair) | Старший віце-президент і директор з інформаційних технологій Dominion Resources, Inc. Ричмонд (Вірджинія) | 2013                       |
| Лінда Реббіт (Linda D. Rabbitt) (Deputy Chair)    | Голова і головний виконавчий директор Rand Construction Corporation Вашингтон                             | 2014                       |